# Cierre de gancho y bucle

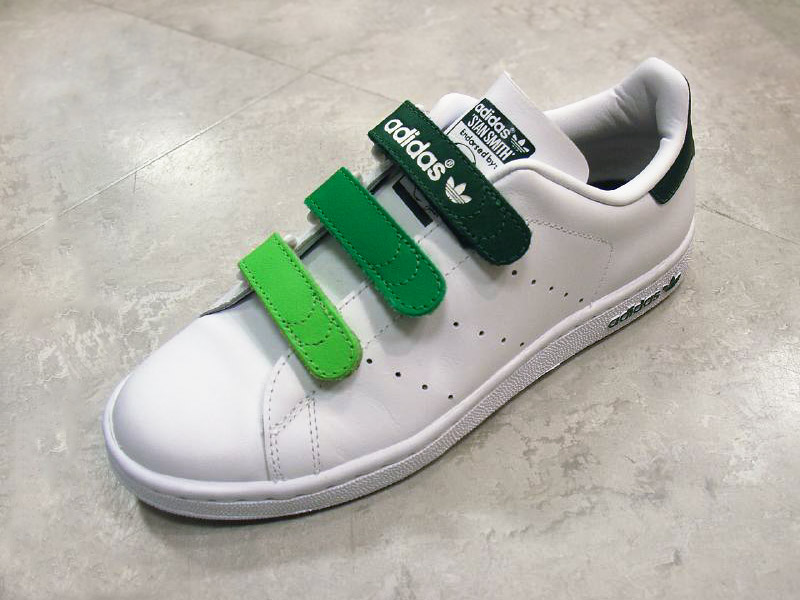
Una zapatilla que usa cierre de gancho y bucle

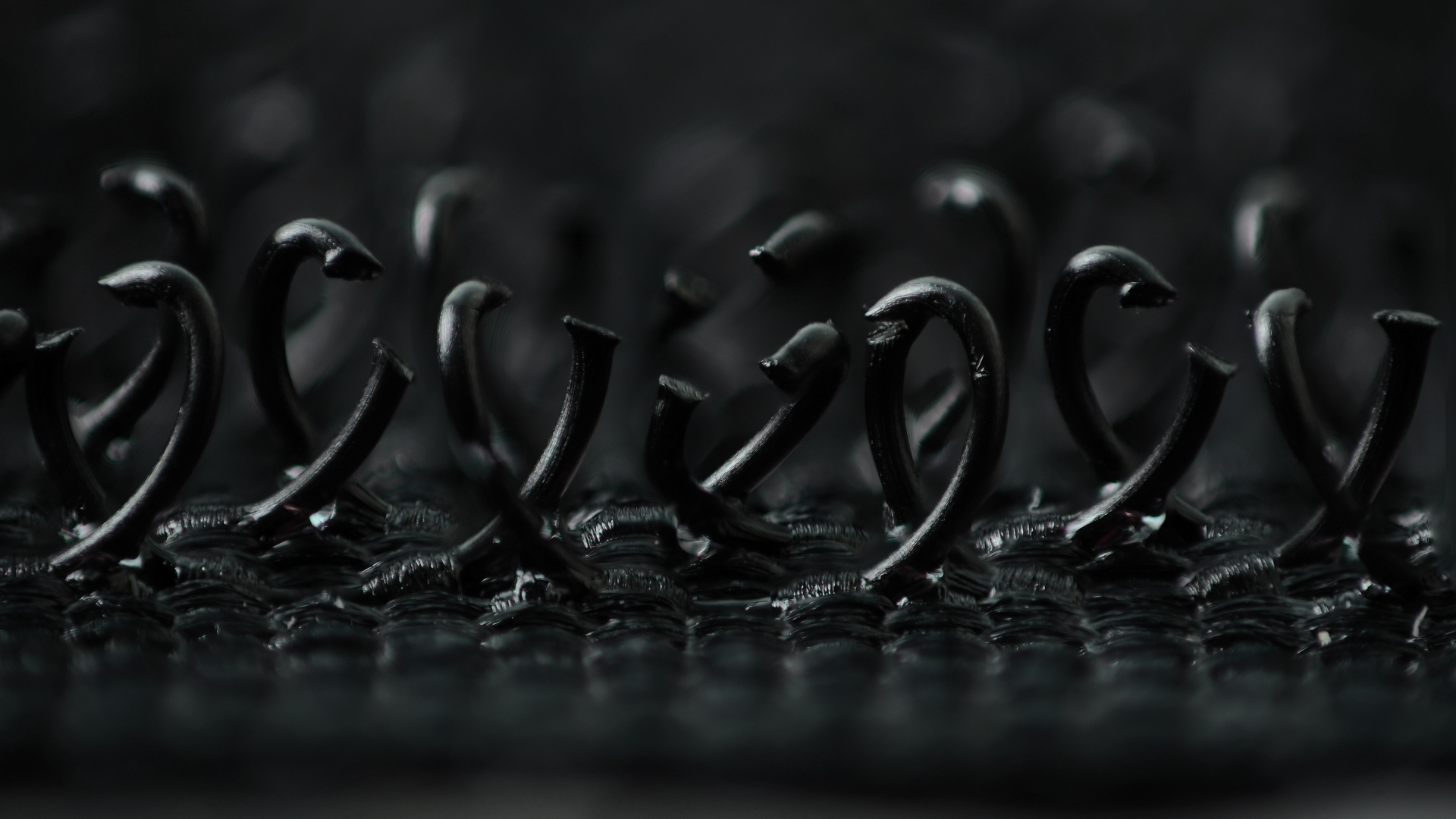
Fotografía macro de los "ganchos"

Los cierres de gancho y bucle, también denominados  velcro, abrojo, cierres gruesos de gancho, cierres por contacto, pega-pega o cierre mágico dependiendo del país, constan de dos componentes: por lo general, dos tiras de tejido lineal (o, como alternativa, "puntos" redondos o cuadrados) que están fijadas (cosidas o adheridas de otro modo) a las superficies opuestas que se van a unir. El primer componente cuenta con ganchos diminutos; el segundo incorpora cintas bucle aún más pequeñas y "peludas". Al juntar los dos componentes, los ganchos se enganchan en las cintas bucle y las dos partes se fijan o unen temporalmente durante el tiempo que se mantienen presionadas. Al separarlos, tirando de las superficies o despegándolas, las tiras hacen un sonido característico de desgarro.
Los cierres por contacto se fabrican con diversas resistencias y construcciones, realizadas por diversos fabricantes, sobre todo Velcro.

## Historia

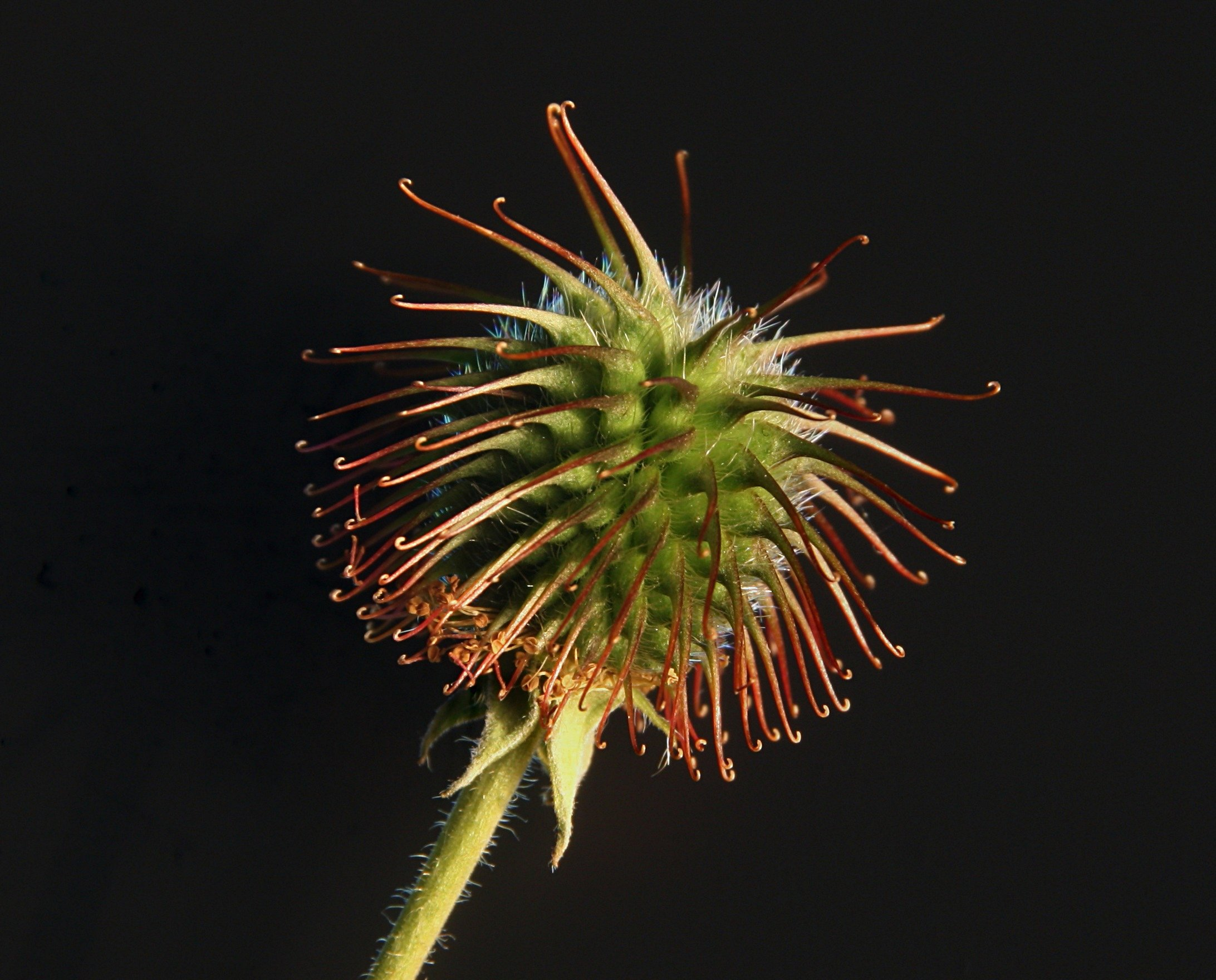
Aquí se perciben los ganchos diminutos que cubren la superficie de este abrojo. El diseño de Velcro imitó este mecanismo natural de dispersión de las semillas.

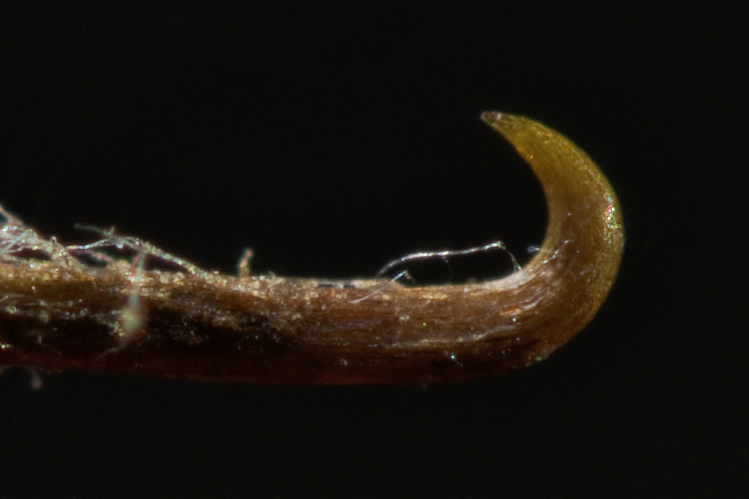
Fotografía macro de una púa bráctea de Arctium minus.

El cierre de gancho y bucle o velcro fue inventado en 1941 por el ingeniero suizo George de Mestral. La idea se le ocurrió un día tras volver de una excursión de caza con su perro en los Alpes. Observó que los abrojos (semillas) de la bardana se le enganchaban en la ropa y en el pelo de su perro. Los examinó bajo el microscopio y descubrió cientos de "ganchos" que se enganchaban a cualquier cosa que tuviese un bucle, como la ropa, el pelo de los animales o el cabello. Vio la posibilidad de unir dos materiales de forma reversible de manera sencilla si lograba crear artificialmente los ganchos y cintas bucle.  Algunas personas, como Steven Vogel o Werner Nachtigall consideran el gancho y bucle como un ejemplo fundamental de la inspiración en la naturaleza o la copia de los mecanismos naturales (la llamada biomimética o biomímesis).
Cuando de Mestral presentó su idea en Lyon, que por aquel entonces era un importante centro textil, no le tomaron en serio. Pero logró que un tejedor le ayudase y confeccionó dos tiras de algodón que funcionaron. No obstante, el algodón se desgastaba rápidamente, así que de Mestral recurrió a las fibras sintéticas. Eligió el nailon por ser el mejor tejido sintético y tener varias ventajas: no se rompía ni se pudría ni enmohecía, y se podía producir en hilos de distintos grosores. El nailon se había inventado recientemente y, mediante sucesivas pruebas, de Mestral descubrió finalmente que, al coserlo bajo la luz infrarroja, el nailon adopta formas de pequeños ganchos. Pero aún tenía que idear una manera de mecanizar el proceso y de hacer la parte de la cinta bucle. Después descubrió que la hebra de nailon mantenía su forma y era resistente cuando se tejía en bucles. Sin embargo, las cintas bucle se tenían que cortar justo en el lugar adecuado para que se pudiesen unir y separar muchas veces. Cuando estaba a punto de rendirse, se le ocurrió una nueva idea. Compró unas tijeras y recortó los extremos de las cintas bucle, creando ganchos que coincidían perfectamente con los bucles.
Tardó ocho años en mecanizar el proceso de tejido de los ganchos, y otro año en crear el telar que recortaba las cintas bucle tras tejerlos. En total, tardó diez años en crear un proceso de mecanizado que funcionaba.
De Mestral presentó su idea para patentarla en Suiza en 1951 y la patente se la concedieron en 1955. En cuestión de pocos años obtuvo patentes y empezó a abrir tiendas en Alemania, Suiza, Gran Bretaña, Suecia, Italia, Países Bajos, Bélgica y Canadá. En 1957 se estableció en el centro textil de Manchester, New Hampshire, en Estados Unidos.
La columnista Sylvia Porter mencionó por primera vez el producto en su columna Your Money's Worth ("El valor de su dinero") del 25 de agosto de 1958, en la que escribió: "Con un entusiasmo que comprenderán les ofrezco una exclusiva sobre esta noticia: por fin se ha inventado una 'cremallera sin cremallera'. El nuevo dispositivo de cierre es en muchos aspectos mucho más revolucionario de lo que fue la cremallera hace ya un cuarto de siglo".
Una firma de Montreal, Velek, Ltd., adquirió los derechos exclusivos para la comercialización del producto en Norteamérica y Sudamérica, además de en Japón, mientras que American Velcro, Inc. de New Hampshire y Velcro Sales of New York comercializaron la "cremallera sin cremallera" en Estados Unidos.
De Mestral obtuvo patentes en muchos países justo después de inventar los cierres, ya que esperaba un crecimiento inmediato de la demanda. Pero, debido en parte a su apariencia cosmética, la integración del gancho y bucle en la industria textil tardó un tiempo.[cita requerida] En aquel momento, el aspecto de los cierres era de retales de tejido barato y por ese motivo no se cosieron a la ropa ni se usaron de forma generalizada cuando aparecieron a principios de la década de los 60. También se percibían como poco prácticas.

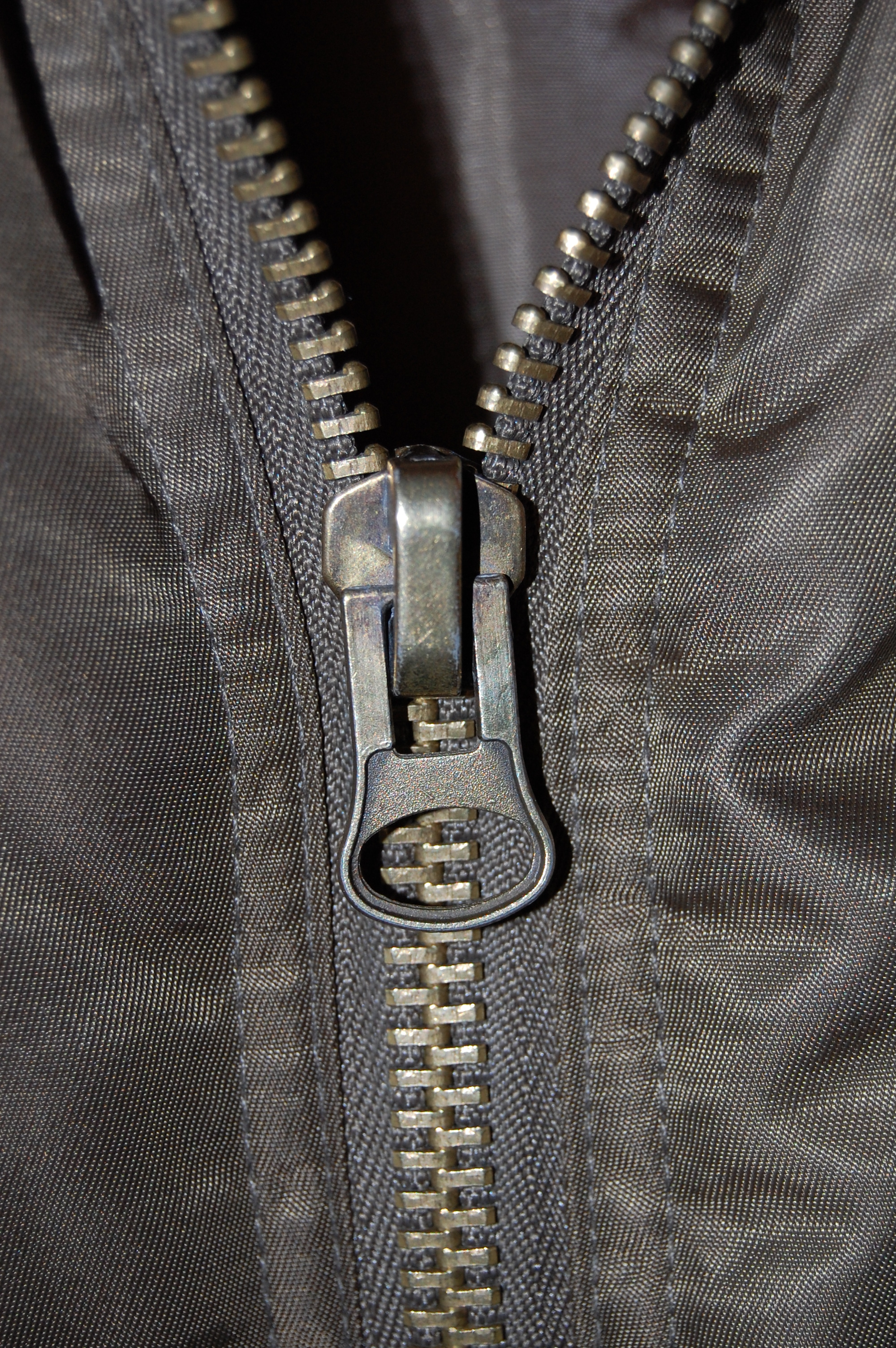
De Mestral consideraba que el Velcro sería un buen sustituto para las cremalleras, entre otras cosas.

En una feria de moda celebrada en el hotel Waldorf-Astoria en Nueva York en 1959 se mostraron diversos productos de Velcro Corporation, donde el tejido consiguió su primer logro al usarse en el sector aeroespacial para facilitar ponerse y quitarse los voluminosos trajes espaciales. Sin embargo, esto reforzó la opinión entre la gente de que los usos útiles del Velcro eran muy limitados. El siguiente uso importante que se le dio al Velcro fue para los esquiadores, que vieron similitudes entre sus trajes y el de los astronautas, y por ello percibieron las ventajas de ponérselos y quitárselos más fácilmente. A estos les siguieron poco después las indumentarias marinas y de buceo. Cuando vieron que los astronautas guardaban la comida en bolsillos fijados a las paredes, los fabricantes de ropa para niños se subieron al barco. Como los cierres por contacto solo se empezaron a usar de manera extendida después de que las adoptase la NASA, la gente erróneamente les consideraba responsables de su invención.
A mediados de los años 60 los cierres de gancho y bucle se emplearon en creaciones futuristas de diseñadores de moda como Pierre Cardin, André Courrèges y Paco Rabanne.
Las mejoras posteriores incluían el refuerzo del filamento añadiendo poliéster.
En 1978 caducó la patente de de Mestral, lo que provocó en el mercado una avalancha de imitaciones de bajo coste provenientes de Taiwán, China y Corea del Sur. En la actualidad, la marca tiene más de 300 registros de marca registrada en más de 159 países.[especificar] Gracias a su invento, George de Mestral entró en el salón de la fama de los inventores de su país.
El gran descubrimiento de George de Mestral fue pensar en los cierres de corchete a una escala enormemente reducida. Los cierres de corchete llevan siendo algo habitual desde hace siglos, pero la gran novedad de los cierres de gancho y bucle fue la miniaturización de los corchetes. La reducción del tamaño de los ganchos dio lugar a las otras dos importantes diferencias. En primer lugar, en vez de una única línea de ganchos, las fijaciones por contacto tienen una superficie bidimensional. Este avance era necesario, ya que al reducir el tamaño de los ganchos, la resistencia también disminuía inevitablemente, y se necesitaban más ganchos para obtener la misma resistencia. La otra diferencia es que el gancho y bucle tiene combinaciones indeterminadas entre los ganchos y las presillas. En los cierres de corchete más grandes, cada gancho tiene su propia presilla. A una escala tan pequeña como la de las fijaciones de gancho y bucle, no es práctico combinar cada uno de esos ganchos con la presilla correspondiente, lo que da lugar a la combinación indeterminada.

## Denominaciones
Recibe distintos nombres según la región:
| - Argentina: abrojo - Bolivia: scrash - Chile: cierre velcro, cinta velcro - Colombia: velcro, cierre mágico - Cuba: pegueta, guisaso, pegatina | - España: velcro - Guatemala: Pega Pega - México: contactel, gancho y felpa, velcro - Nicaragua: pega-pega, apegatinal - Uruguay: velcro | - Panamá: velcro - Perú: pega-pega - República Dominicana: cadillo - Venezuela: cierre mágico |

## Resistencia

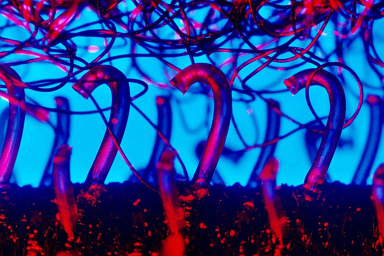
Cierre de gancho y bucle fotografiado mediante un microscopio de baja potencia.

Se dispone de diversas confecciones y resistencias. Algunos cierres por contacto son tan fuertes que basta una pieza de 5×5 cm para soportar una carga de 80 kg. Los cierres realizados con cintas bucle de Teflón, ganchos de poliéster y refuerzos de cristal se emplean en aplicaciones aeroespaciales, p. ej., en transbordadores espaciales. La resistencia de la unión depende de lo bien integrados que estén los ganchos en las cintas bucle, la superficie que está en contacto con los ganchos, y la naturaleza de la fuerza que intenta separarlos. Si se utiliza gancho y bucle para unir dos superficies rígidas, como el chasis y los paneles de la carrocería de un automóvil, la unión es especialmente fuerte debido a que cualquier fuerza que intenta separar las piezas se propaga uniformemente por todos los ganchos. Además, cualquier fuerza que una las piezas se aplica de forma no proporcional para abarcar más ganchos y cintas bucle. Las vibraciones pueden hacer que mejore la unión de las piezas rígidas. Se han fabricado trajes completos de gancho y bucle que pueden sostener a una persona pegada a una pared debidamente cubierta.
Cuando una o ambas piezas son flexibles, p. ej., la solapa de un bolsillo, las piezas se pueden separar despegándolas con una acción que aplica la fuerza a relativamente pocos ganchos a la vez. Si se tira de una pieza flexible en una dirección paralela al plano de la superficie, entonces la fuerza se propaga de manera uniforme, al igual que en las piezas rígidas.
Las tres maneras de maximizar la resistencia de una unión entre las dos piezas flexibles son:
- aumentar el área de la unión, p. ej., usando piezas más grandes;
- garantizar que la fuerza se aplique paralela al plano de la superficie de la fijación, como doblando una esquina o mediante una polea; y
- aumentar el número de gancho y bucle por unidad de área.

Los cierres del calzado pueden resistir una gran fuerza con únicamente una pequeña cantidad de cierre gancho y bucle. Esto se debe a que la tira se pasa a través de una ranura, que reduce a la mitad la fuerza sobre la unión al actuar como un sistema de polea (lo que produce una ventaja mecánica), y absorbe parte de la fuerza de fricción alrededor de la unión fuerte. Esta disposición también garantiza que la fuerza sea paralela a las tiras.

## Ventajas y desventajas
Los cierres por contacto son fáciles de usar, seguros y no tienen mantenimiento. Solo se produce una reducción mínima de la efectividad tras unirlos y separarlos muchas veces. El ruido de rasgado que hacen también puede ser útil contra los carteristas.
También presentan algunas deficiencias, ya que tienden a acumular cabellos, polvo y pelo en sus ganchos tras algunos meses de uso regular. Las cintas bucle se pueden dar de sí o romper tras un uso prolongado. Los ganchos se suelen enganchar a prendas de vestir, especialmente a las tejidas de forma holgada como los jerséis. Esa ropa se puede dañar al intentar quitar el Velcro, aunque los lados se separen cuidadosamente. El ruido de rasgado que hacen las fijaciones de gancho y bucle al despegarse puede ser inadecuado para ciertas aplicaciones. Por ejemplo, un soldado escondido no desearía alertar al enemigo de su posición al abrir un bolsillo. También absorben la humedad y la transpiración si se llevan junto a la piel, lo que significa que olerán si no se lavan.
Los textiles pueden contener productos químicos o compuestos, como tintes, que pueden provocar alergias a personas sensibles. Algunos productos se han probado según el estándar de certificación Oeko-tex, que impone límites al contenido químico de los textiles para afrontar el problema de la seguridad ecológica para las personas.

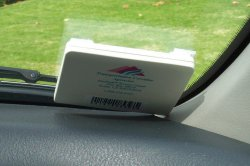
Transpondedor RFID fijado al coche con un cierre por contacto.

## Aplicaciones
Debido a su facilidad de uso, los cierres de gancho y bucle se han empleado para una gran variedad de aplicaciones en las que se necesita una unión temporal. Son frecuentes sobre todo en la ropa, donde sustituyen a los botones y las cremalleras, y como cierres de calzado para niños que aún no han aprendido a atarse los cordones. Los cierres por contacto se emplean en ropa adaptada, diseñada para personas con discapacidades físicas, ancianos y enfermos, que pueden tener dificultades para vestirse debido a la incapacidad para manipular cierres como botones y cremalleras.
Los cierres por contacto mantuvieron unido un corazón humano durante la primera cirugía con corazón artificial, y se emplean en las centrales nucleares y tanques militares para mantener pegadas las linternas a las paredes. En los coches se usan para unir revestimientos, alfombrillas y tapas de altavoces. Se emplean en el hogar para plegar cortinas, mantener las alfombras en su sitio y colocar tapicerías. Cierran mochilas, maletines y agendas, protegen bolsillos y sujetan pañales desechables y prendas de bebé. Son un componente importante en el juego del tag rugby, y se usan correas de este tipo en las tablas de surf y los inmovilizadores ortopédicos.
La NASA usa cierres por contacto con mucha frecuencia. Cada transbordador espacial va equipado con 254 metros de una fijación especial compuesta de cintas bucle de Teflón, ganchos de poliéster, y refuerzo de cristal. Los cierres por contacto se emplean de forma muy extendida, tanto en los trajes de los astronautas como para sujetar el equipo. En las condiciones cercanas a la ingravidez que hay en órbita, los cierres de gancho y bucle se emplean para sostener objetos de forma temporal y evitar que se marchen flotando.[16] En el interior de los cascos de los astronautas se usan como parche para que puedan rascarse la nariz. A la hora de comer, los astronautas usan bandejas que sujetan a sus muslos mediante muelles y fijaciones.
El ejército de EE. UU. usa cierres de gancho y bucle en los uniformes de combate para fijar cintas con el nombre, insignias de rango, bolsillos de hombro para parches de unidad, etiquetas de habilidades y dispositivos de reconocimiento, como la bandera americana con detección por infrarrojos.[cita requerida]

## Variaciones de los cierres por contacto
Se ha desarrollado un cierre llamado Slidingly Engaging Fastener para solucionar diversos problemas de los cierres de gancho y bucle comunes. Las variantes más resistentes (como "Dual Lock" o "Duotec") incorporan resaltos con forma de hongo en cada cara de la fijación, que realizan un chasquido audible cuando se unen ambas caras. Un adhesivo fuerte y sensible a la presión une cada componente a su sustrato.
Hay una versión silenciosa de los cierres por contacto, llamada en ocasiones cierres silenciosos.

## Estándares
- ASTM D5169-98 (2010) Método de prueba para determinar la resistencia al cizallamiento (método dinámico) de los cierres por contacto de gancho y bucle
- ASTM D5170-98 (2010) Método de prueba para determinar la resistencia al pelaje (método "T") de los cierres por contacto de gancho y bucle
- ASTM D2050-11 Terminología estándar relacionada con los cierres y las fijaciones empleadas en textiles

## En la cultura popular
En el universo de ficción de Star Trek, el Velcro fue inventado por los vulcanianos. En el episodio de Star Trek: Enterprise titulado "Carbon Creek", T'Mir recupera una muestra de un cierre por contacto de una nave estelar vulcaniana estrellada y se la entrega a un tramitador de patentes para obtener dinero para los estudios superiores de un adolescente. Además, uno de los miembros de la tripulación vulcaniana de ese episodio se llama Mestral.
La popularidad del Velcro para muchas formas nuevas de uso aumentó en 1984 cuando durante una entrevista de David Letterman al Director de ventas industriales de Velcro Corporation en EE. UU., Letterman acabó saltando desde un trampolín contra una pared llevando un traje de Velcro.
En 1992, el Velcro fue mencionado en el episodio de Seinfeld "La billetera", en el cual el padre de Jerry, Morty Seinfeld, afirma que odia el Velcro debido al sonido característico que hace cuando se están separando las dos caras: "¡El Velcro! ¡No soporto el Velcro! ¡Ese sonido desgarrador!"